# Ny (Belgique)
Pour les articles homonymes, voir NY.
Pour les articles ayant des titres homophones, voir NI et NID.
Ny est un village de Belgique situé en Région wallonne dans la province de Luxembourg.
Il fait partie, depuis la fusion de 1977, de la commune de Hotton. Auparavant, il faisait partie de l'ancienne commune de Soy (aujourd'hui dans la commune d'Érezée).
Ny fait partie de l'association qui regroupe les plus beaux villages de Wallonie.

## Situation et description
Ny se situe en Famenne, à proximité de la Calestienne, à une altitude avoisinant les 200 m. Le village s'étend dans un axe nord-sud par la route d'Oppagne et les rues du Douyet, des Fontaines et de Longchamps. Il est traversé par le petit ruisseau du Douyet et est situé à environ 3,5 km au nord-ouest de Hotton.

## Patrimoine
Le village est majoritairement constitué de maisons et fermettes construites au XVIIIe siècle et au XIXe siècle en moellons de pierre calcaire de Calestienne lui donnant une belle homogénéité.
Le patrimoine immobilier se compose notamment de :
- plusieurs fontaines avec pompes à eau et vieux bacs en pierre bleue parmi lesquelles la fontaine au carrefour près de l'église constituée de quatre bacs,
- un ancien puits avec pompe à eau en fonte situé à gauche de la maison située au no 12 de la rue de Melreux
- l'église Notre-Dame de l'Assomption construite en 1855 mais dont la tour bien antérieure comprend une tête sculptée datée de 1557,
- le presbytère du XVIIIe siècle aux dimensions imposantes (rue des Fontaines),
- le vieux cimetière ceint d'un mur en pierre calcaire incluant une minuscule potale grillagée dédiée à saint Gilles (rue des Fontaines),
- la chapelle ouverte néo-gothique en moellons de calcaire de la fin du XIXe siècle (rue des Fontaines),
- la chapelle en pierre calcaire située au carrefour de la route d'Oppagne et du chemin des Fontaines,
- la petite maison à colombages sise au no 22 de la rue des Fontaines,
- l'ancien moulin à eau déjà cité en 1315 dans l'inventaire des chartes et des cartulaires du Luxembourg, ayant conservé une roue à aubes et situé rue de l'Espinette,
- la chapelle de la Sainte-Famille bâtie à la fin du XIXe siècle dans le style néo-gothique, située sur un talus, rue de l'Espinette, au-dessus d'un escalier,
- le château-ferme de Ny situé au sud du village, classé depuis 1977,
- la chapelle Saint-Joseph érigée à la fin du XIXe siècle à environ 400 mètres au sud du château-ferme,
- l'ancienne école, rue du Douyet, transformée en maison d'habitation.

## Varia
En juin 1849, au cours de travaux dans une prairie, un habitant du village trouva un vase en poterie blanche et grossière, vernissée en jaune, rempli d'environ mille neuf cents deniers d'argent à ce point parfaitement conservés qu’ils semblaient n’avoir jamais été mis en circulation, n'offrant d'autres défauts que ceux liés à leur fabrication.  Ces mille neuf cents pièces présentaient vingt-trois revers différents. A l’initiative d’un de ses membres, Jean-Baptiste Geubel, juge d’instruction à Marche-en-Famenne, la Société pour la conservation des monuments historiques et des œuvres d’art dans la province de Luxembourg (actuellement l’Institut archéologique du Luxembourg) acquit cent onze de ces pièces dans lesquelles les vingt-trois revers étaient représentés. Théodore de La Fontaine, ancien gouverneur et ancien président du conseil de gouvernement du Grand-Duché de Luxembourg, par ailleurs membre correspondant de ladite société, se proposa d’étudier les pièces. Vingt des revers couvrent une période de trente-trois ans et relèvent de la principauté épiscopale de Liège, des épiscopats de Raoul de Zähringen (1167-1191), Simon de Limbourg (1193-1195) et Albert de Cuyck (1195-1200).

## Galerie

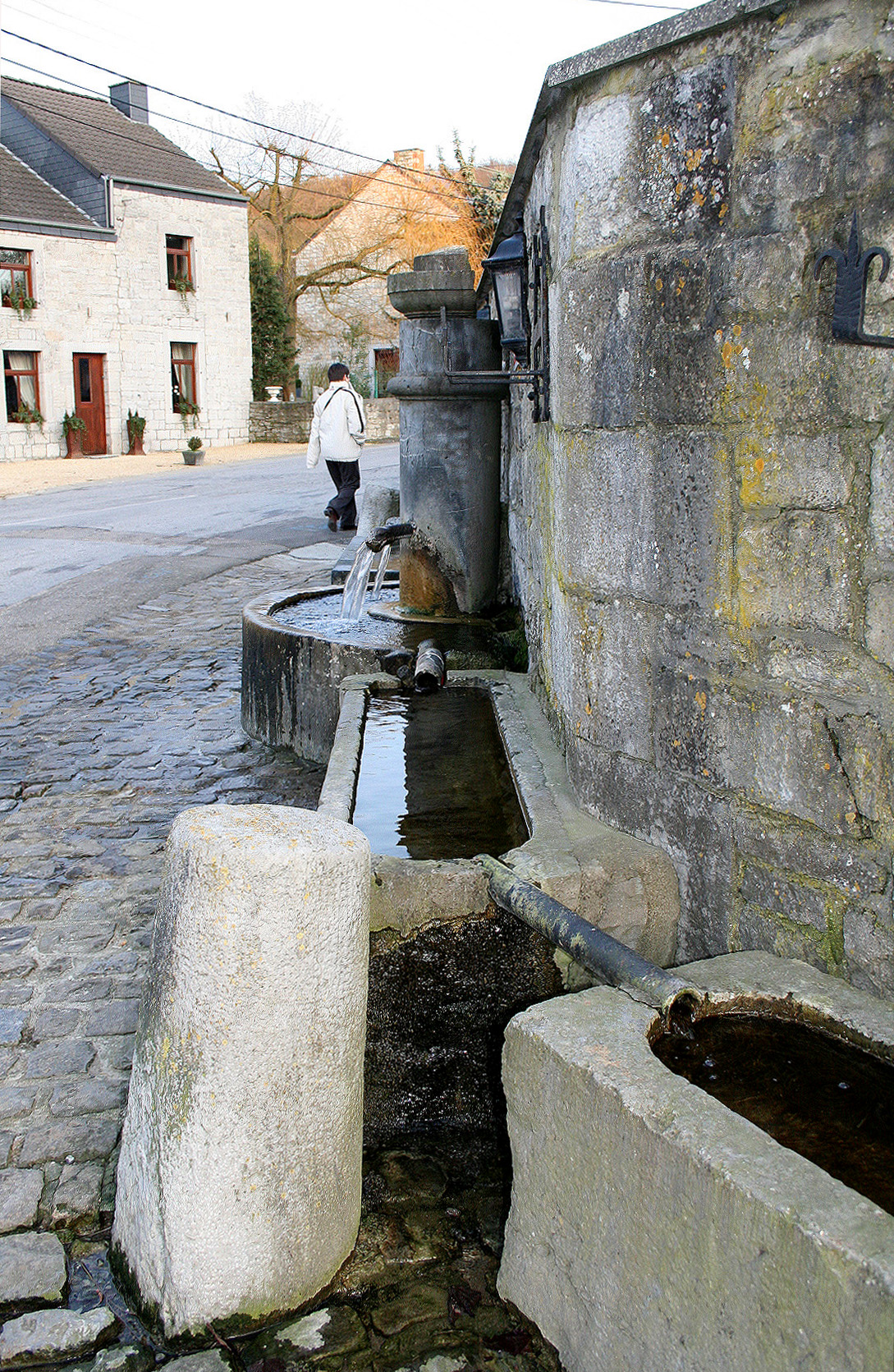
La fontaine et les bacs abreuvoirs
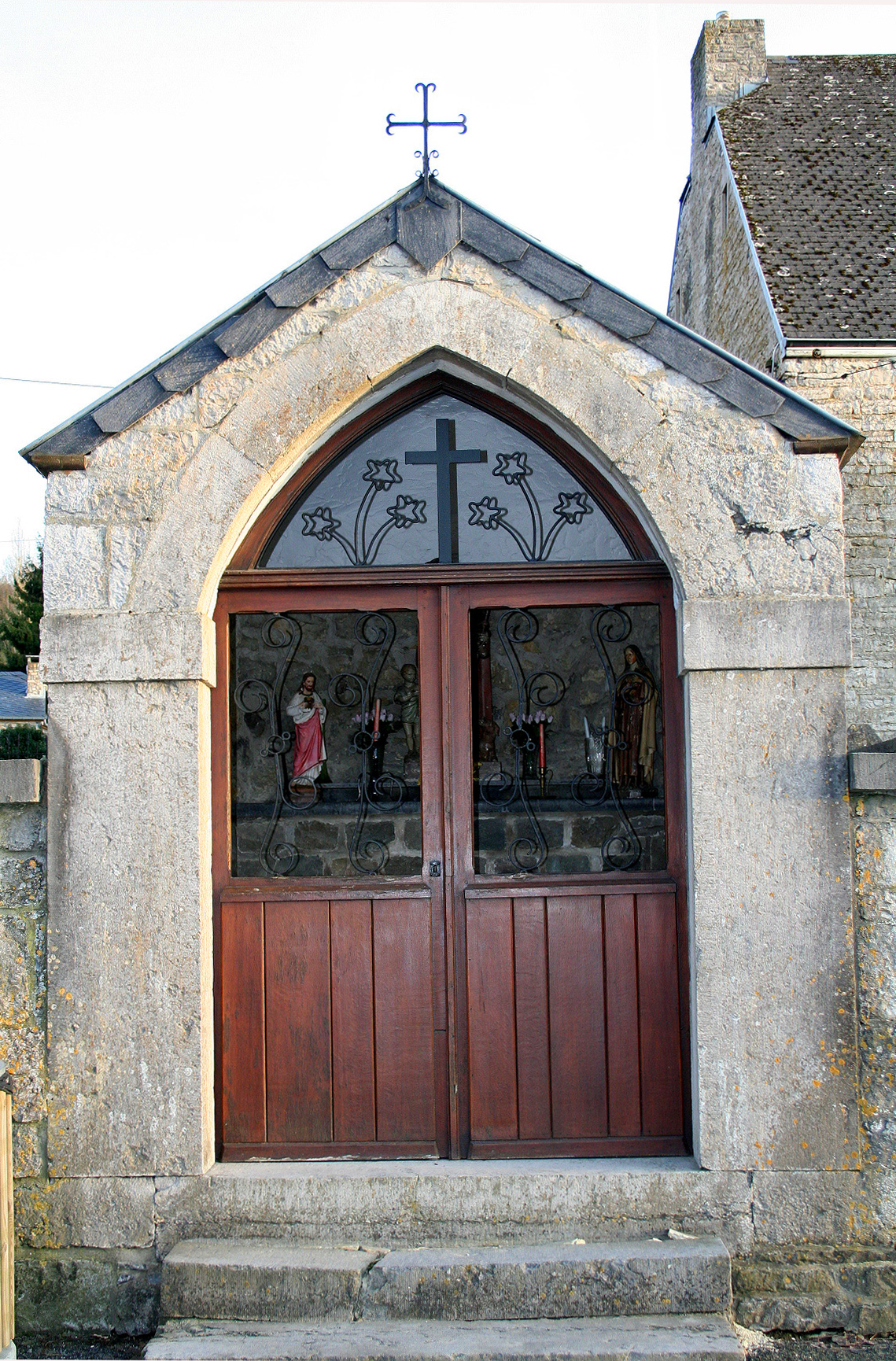
La chapelle près de l'église
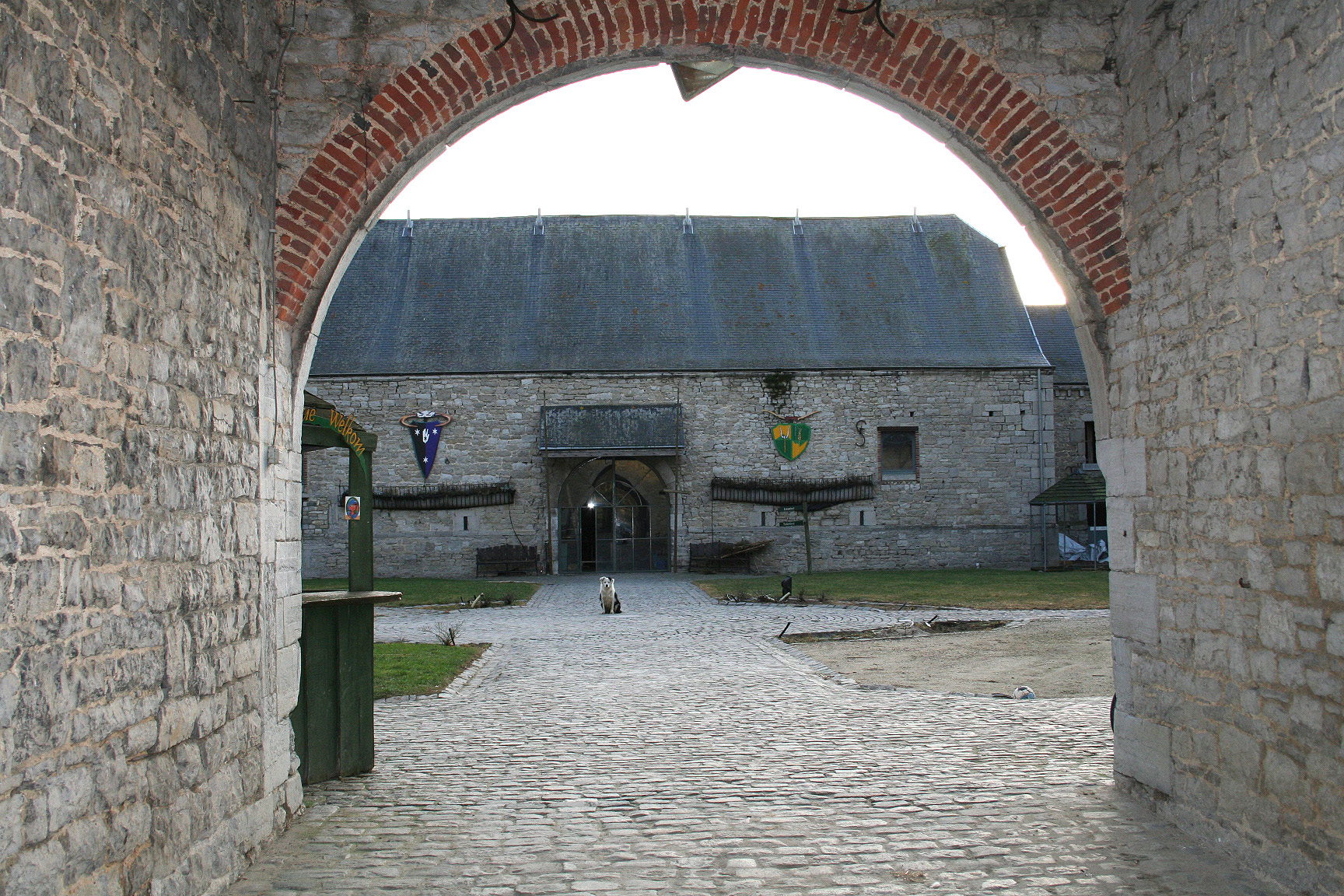
Le château-ferme de Ny
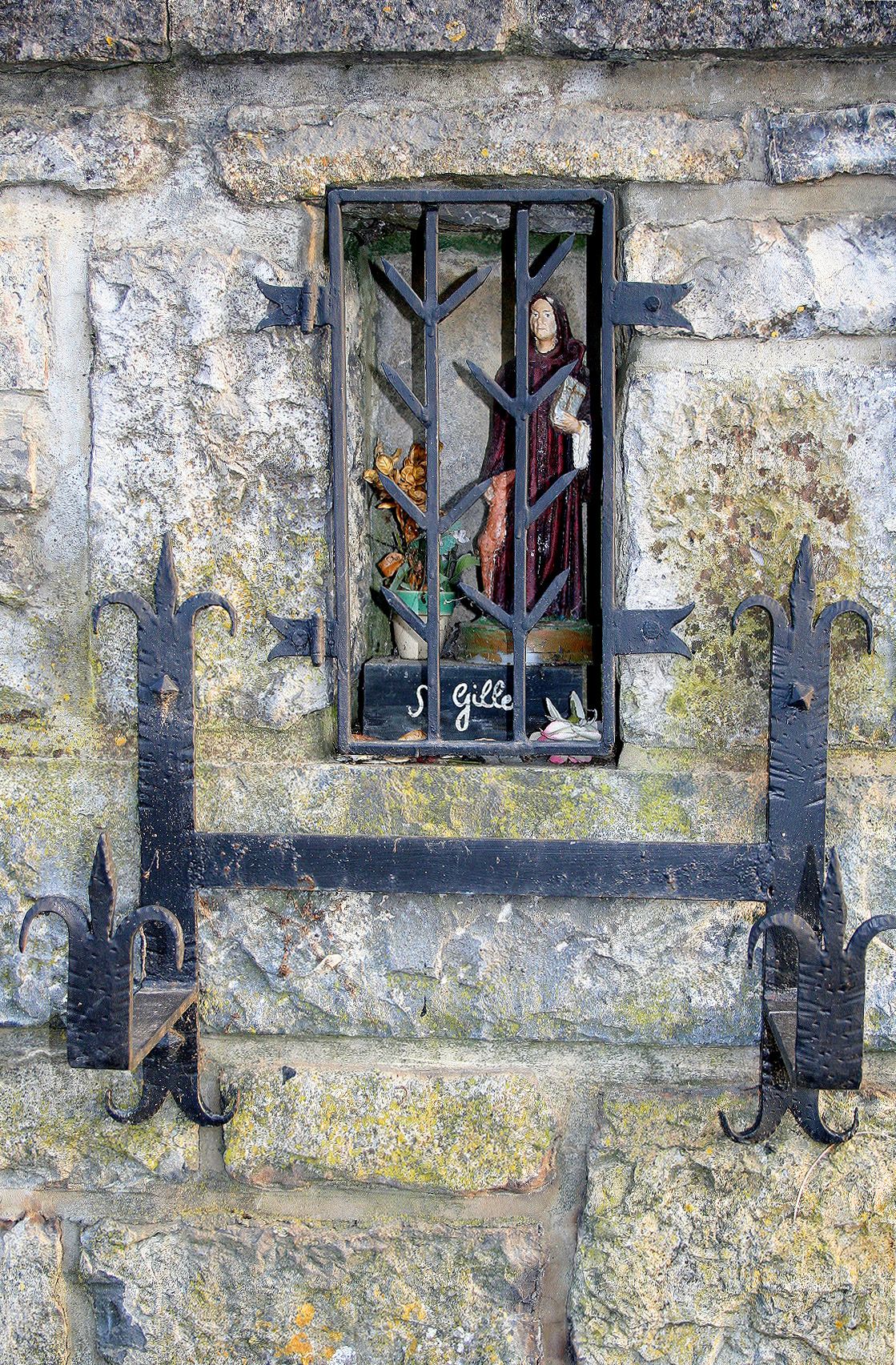
La potale dédiée à saint Gilles
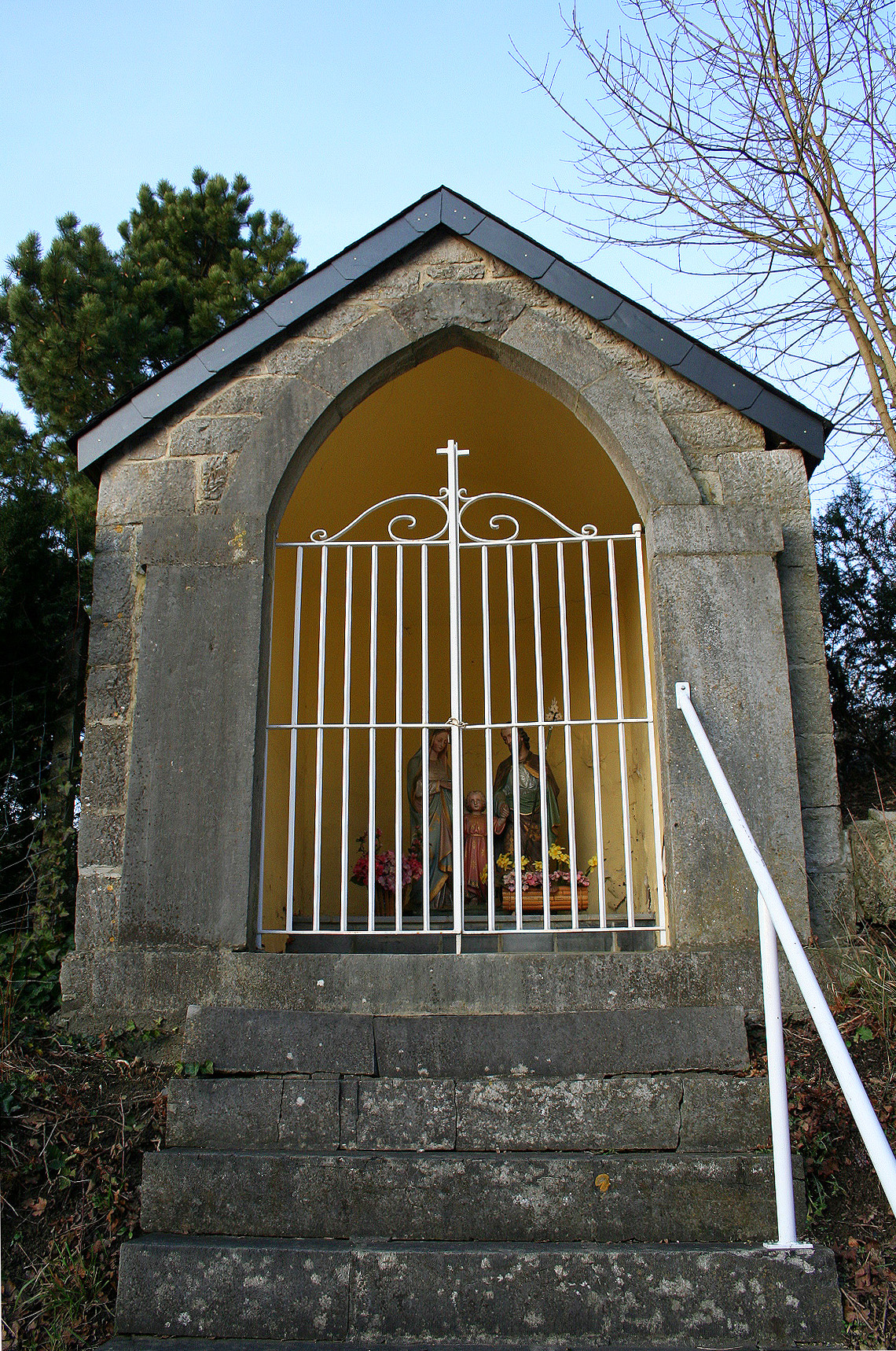
La chapelle de la Sainte-Famille